# Ares IV

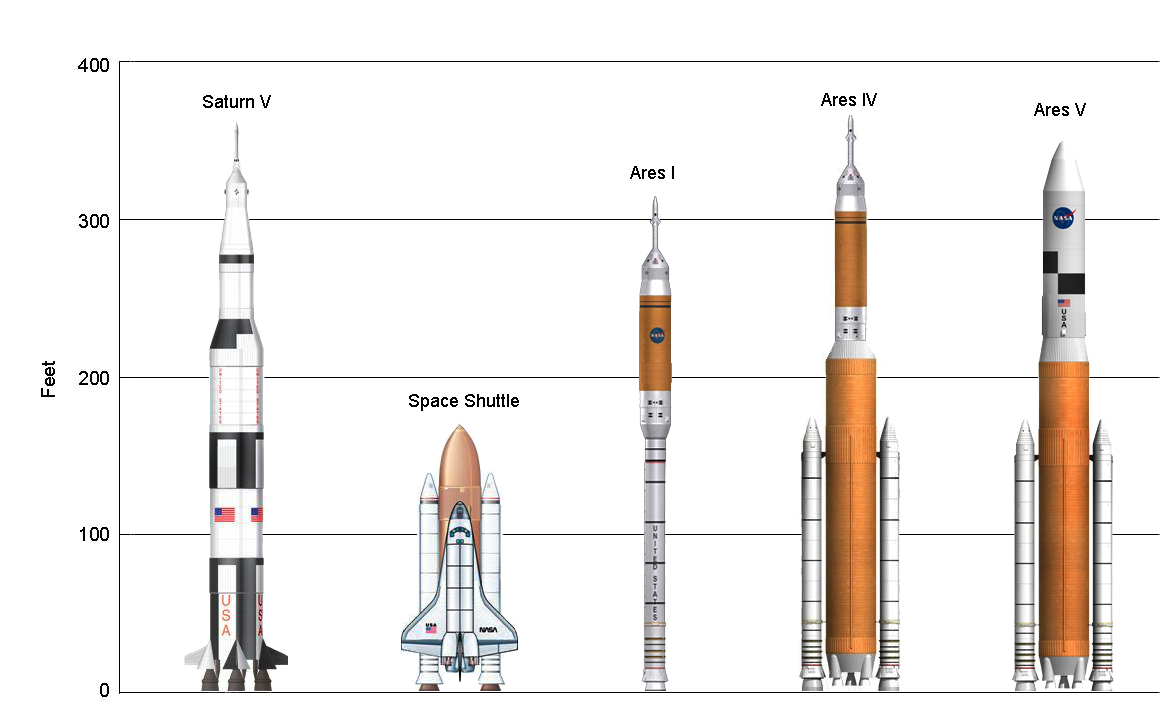
Comparación entre el Saturno V, el transbordador espacial y los futuros Ares I, Ares IV y Ares V.

Ares IV era un diseño para un vehículo de lanzamiento pesado que iba a ser usado para misiones tripuladas. Este diseño fue propuesto para la inclusión en el programa Constelación, con el cual la NASA planeaba renovar su flota de cohetes después de la retirada del transbordador espacial en la exploración espacial .